# 키엘 오디토리움
키엘 오디토리움(영어: Kiel Auditorium)은 미국 미주리주 세인트루이스에 위치한 실내 경기장이다. 과거 NBA 세인트루이스 호크스의 홈경기장으로 사용했다.